# Европско првенство у атлетици у дворани 1987 — скок увис за мушкарце
Такмичење у скоку увис у мушкој конкуренцији на 18. Европском првенству у атлетици у дворани 1987. године одржано је 21. фебруара. у Покривеном стадиону у Лијевену, (Француска).
Титулу европског првака освојену на Европском првенству у дворани 1986. у Мадриду није бранио Дитмар Мегенбург из Западне Немачке.

## Земље учеснице
Учествовала су 14 скакача увис из 10 земаља.
1. Чехословачка (2)
2. Уједињено Краљевство (1)
3. Пољска (2)
4. Румунија (1)
5. Совјезски Савез (1)
6. Шпанија (2)
7. Шведска (1)
8. Швајцарска (1)
9. Западна Немачка (2)
10. Југославија (1)

## Рекорди
| Рекорди пре почетка Европског првенства у дворани 1987.     | Рекорди пре почетка Европског првенства у дворани 1987. | Рекорди пре почетка Европског првенства у дворани 1987. | Рекорди пре почетка Европског првенства у дворани 1987. | Рекорди пре почетка Европског првенства у дворани 1987. | Рекорди пре почетка Европског првенства у дворани 1987. |
| ----------------------------------------------------------- | ------------------------------------------------------- | ------------------------------------------------------- | ------------------------------------------------------- | ------------------------------------------------------- | ------------------------------------------------------- |
| Светски рекорд                                              | Патрик Шеберг                                           | Шведска                                                 | 2,41                                                    | Пиреј, Грчка                                            | 1. фебруар 1987.                                        |
| Европски рекорд                                             | Патрик Шеберг                                           | Шведска                                                 | 2,41                                                    | Пиреј, Грчка                                            | 1. фебруар 1987.                                        |
| Рекорди европских првенстава                                | Владимир Јашенко                                        | Совјетски Савез                                         | 2,35                                                    | Милано, Италија                                         | 12. март 1978.                                          |
| Рекорди европских првенстава                                | Патрик Шеберг                                           | Шведска                                                 | 2,35                                                    | Пиреј, Грчка                                            | 2. март 1985.                                           |
| Најбољи светски резултат сезоне у дворани                   | Патрик Шеберг                                           | Шведска                                                 | 2,41                                                    | Пиреј, Грчка                                            | 1. фебруар 1987.                                        |
| Најбољи европски резултат сезоне у дворани                  | Патрик Шеберг                                           | Шведска                                                 | 2,41                                                    | Пиреј, Грчка                                            | 1. фебруар 1987.                                        |
| Рекорди после завршеног Европског првенства у дворани 1987. |                                                         |                                                         |                                                         |                                                         |                                                         |
| Рекорди европских првенстава                                | Патрик Шеберг                                           | Шведска                                                 | Лијевен, Француска                                      | 2,38                                                    | 21. фебруар 1987.                                       |

## Најбољи европски резултати у 1987. години
Десет најбољи европски такмичари у скоку увис у дворани 1987. године пре почетка првенства (20. марта 1987), имали су следећи пласман на европској и светској ранг листи. (СРЛ)
| 1. | Патрик Шеберг     | Шведска         | 2,41 | 1. фебруар  | 1. СРЛ   |
| 2. | Карло Тренхард    | Западна Немачка | 2,40 | 16. јануар  | 2. СРЛ   |
| 3. | Јан Звара         | Чехословачка    | 2,36 | 14. фебруар | 3. СРЛ   |
| 4. | Генадиј Авдјенко  | Совјетски Савез | 2,35 | 18. јануар  | 4. СРЛ   |
| 5. | Игор Паклин       | Совјетски Савез | 2,34 | 30. јануар  | 5. СРЛ   |
| 6. | Андреј Морозов    | Совјетски Савез | 2,33 | 4. јануар   | 6. СРЛ   |
| 7. | Валериј Середа    | Совјетски Савез | 2,30 | 24. јануар  | =11. СРЛ |
| 7. | Герд Везиг        | Источна Немачка | 2,30 | 7. фебруар  | =11. СРЛ |
| 7. | Роланд Далхојзер  | Швајцарска      | 2,30 | 8. фебруар  | =11. СРЛ |
| 7. | Сорин Матеј       | Румунија        | 2,30 | 14. фебруар | =11. СРЛ |
| 7. | Кристијан Кравчук | Пољска          | 2,30 | 14. фебруар | =11. СРЛ |

Такмичари чија су имена подебљана учествују на ЕП 1986.

## Освајачи медаља
|                       |                                |                                  |
| Патрик Шеберг Шведска | Карло Тренхард Западна Немачка | Генадиј Авдјенко Совјетски Савез |

## Резултати

### Финале
| Пласман | Атлетичар          | Земља                | ЛР   | ЛРС  | Резултат | Белешка |
| ------- | ------------------ | -------------------- | ---- | ---- | -------- | ------- |
|         | Патрик Шеберг      | Шведска              | 2,41 | 2,41 | 2,38     | РЕПд    |
|         | Карло Тренхард     | Западна Немачка      | 2,40 | 2,40 | 2,36     |         |
|         | Генадиј Авдјенко   | Совјезски Савез      | 2,35 | 2,35 | 2,35     | ЛРд     |
| 4.      | Јан Звара          | Чехословачка         | 2,36 | 2,36 | 2,33     |         |
| 5.      | Роланд Далхојзер   | Швајцарска           | 2,29 | 2,29 | 2,30     | ЛРд     |
| 6.      | Андре Шнајдер-Лауб | Западна Немачка      |      |      | 2,27     | ЛРд     |
| 7.      | Далтон Грант       | Уједињено Краљевство |      |      | 2,27     | ЛРд     |
| 8.      | Кжиштоф Кравчик    | Пољска               | 2,30 | 2,30 | 2,24     |         |
| 8.      | Еуген Попеску      | Румунија             |      |      | 2,24     |         |
| 10.     | Хрвоје Фижулето    | Југославија          | 2,24 |      | 2,24     | =ЛРд    |
| 11.     | Јацек Вшола        | Пољска               | 2,33 | 2,33 | 2,20     |         |
| 12.     | Роберт Рухини      | Чехословачка         | 2,27 | 2,27 | 2,15     |         |
| 12.     | Артуро Ортиз       | Шпанија              |      |      | 2,15     |         |
| 14.     | Густаво Бекер      | Шпанија              |      |      | 2,15     |         |

Подебљани лични рекорди су и национални рекорди земље коју такмичарка представља

## Укупни биланс медаља у скоку увис за мушкарце после 18. Европског првенства у дворани 1970—1987.
|     | Земља                |    |    |    |    |
| --- | -------------------- | -- | -- | -- | -- |
| 1.  | Западна Немачка      | 5  | 5  | 4  | 14 |
| 2.  | Совјетски Савез      | 5  | 4  | 2  | 11 |
| 3.  | Мађарска             | 3  | 2  | 1  | 6  |
| 4.  | Шведска              | 2  | 0  | 1  | 3  |
| 5.  | Пољска               | 1  | 2  | 2  | 5  |
| 6.  | Чехословачка         | 1  | 1  | 1  | 3  |
| 7.  | Швајцарска           | 1  | 0  | 2  | 3  |
| 8,  | Источна Немачка      | 0  | 3  | 0  | 3  |
| 9.  | Француска            | 0  | 1  | 0  | 1  |
| 10. | Румунија             | 0  | 0  | 2  | 2  |
| 11. | Белгија              | 0  | 0  | 1  | 1  |
| 11. | Грчка                | 0  | 0  | 1  | 1  |
| 11. | Уједињено Краљевство | 0  | 0  | 1  | 1  |
| 11. | Холандија            | 0  | 0  | 1  | 1  |
|     | Укупно {14}          | 18 | 18 | 19 | 55 |

|     | Атлетичар        | Земља           |   |   |   |   |
| --- | ---------------- | --------------- | - | - | - | - |
| 1,  | Дитмар Мегенбург | Западна Немачка | 4 | 0 | 1 | 5 |
| 2.  | Иштван Мајор     | Мађарска        | 3 | 1 | 0 | 4 |
| 3.  | Владимир Јашенко | Совјетски Савез | 2 | 0 | 0 | 2 |
| 3.  | Патрик Шеберг    | Шведска         | 2 | 0 | 0 | 2 |
| 5.  | Карло Тренхард   | Западна Немачка | 1 | 4 | 0 | 5 |
| 6.  | Кестутис Шапка   | Совјетски Савез | 1 | 1 | 0 | 2 |
| 6.  | Јацек Вшола      | Пољска          | 1 | 1 | 0 | 2 |
| 8.  | Роланд Далхојзер | Швајцарска      | 1 | 0 | 2 | 3 |
| 9.  | Владимир Мали    | Чехословачка    | 1 | 0 | 1 | 2 |
| 10. | Ролф Бајлшмит    | Источна Немачка | 0 | 2 | 0 | 2 |
| 11. | Ендре Келемен    | Мађарска        | 0 | 1 | 1 | 2 |
| 11. | Јири Тармак      | Совјетски Савез | 0 | 1 | 1 | 2 |